# Speedwaystadion Meißen
Speedwaystadion Meißen – stadion żużlowy w Miśni, w Niemczech. Obiekt użytkowany jest przez żużlowców klubu Motorsportclub Meißen. Długość toru żużlowego na stadionie wynosi 394 m. Na arenie co roku odbywają się także dwie cykliczne imprezy, w maju tzw. Autohaus Cup, a w październiku Silberner Stahlschuh (trofeum Srebrnej Łyżwy).